# 酒殿站

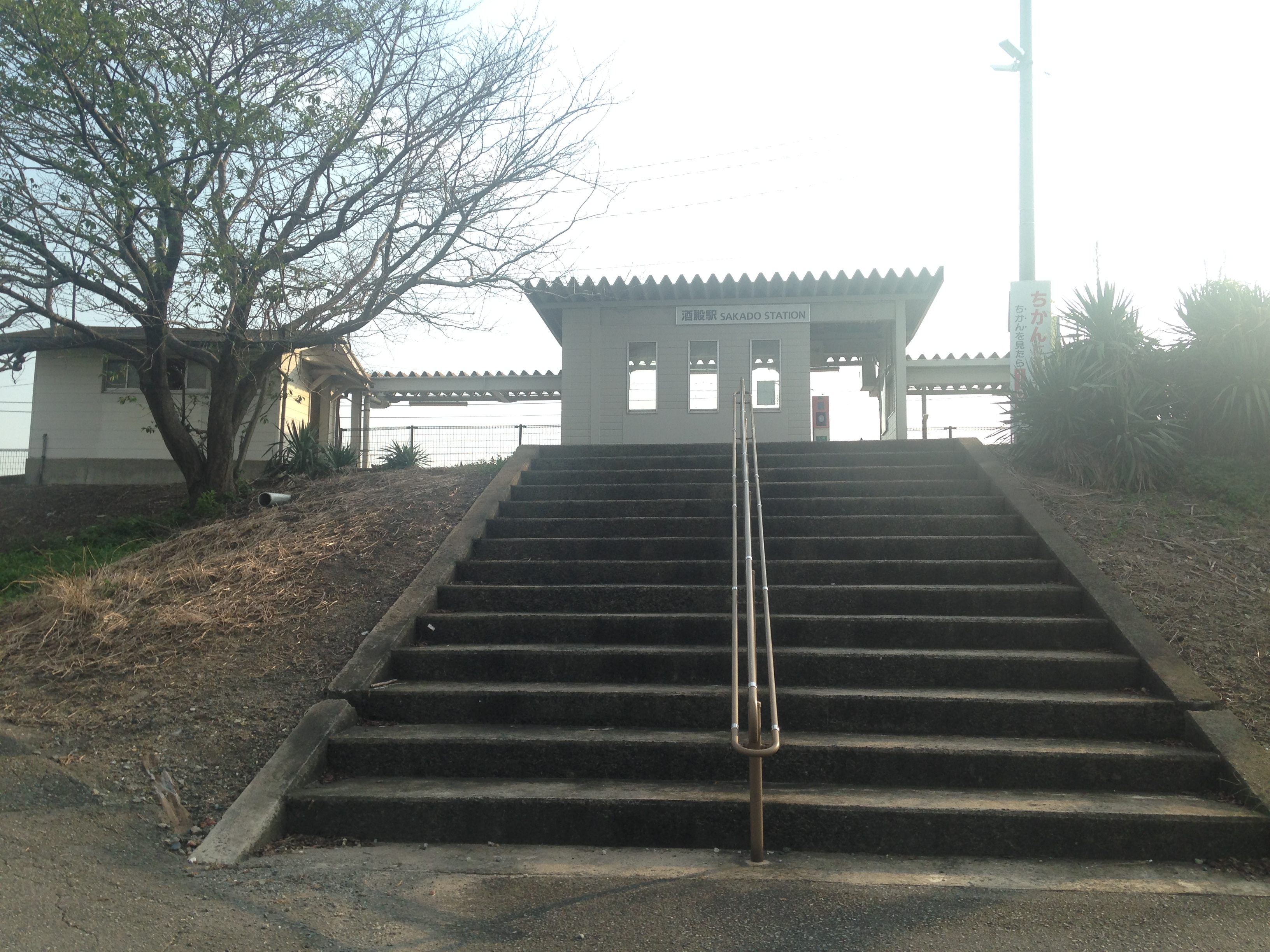
東出口（2016年9月）

酒殿站（日语：／ Sakado eki */?）是位於福岡縣糟屋郡粕屋町大字酒殿，屬於九州旅客鐵道（JR九州）的香椎線車站。車站編號為JD12。此站在1985年（昭和60年）前，設有貨物支線（旅石支線）連接勝田線的志免站。

## 歷史
- 1904年（明治37年）1月1日 - 博多灣鐵道（1920年改名為博多灣鐵道汽船（日语：博多湾鉄道汽船））車站啟用[2]。
- 1905年（明治38年）7月21日 - 酒殿停車場關閉[3]。
- 1909年（明治42年）8月1日 - 粕屋線貨物支線酒殿至志免之間的旅石支線開通，酒殿停車場重開[4]。
- 1909年（明治42年）8月1日 - 酒殿至志免站之間貨物支線旅石支線開業（1915年3月11日延長至旅石）。
- 1942年（昭和17年）9月19日 - 博多湾鐵道汽船被西日本鐵道合併[5][6]，成為該公司糟屋線車站。
- 1944年（昭和19年）5月1日 - 西日本鐵道西戶崎站至宇美站之間在戰時被國有化，成為運輸通信省（後來為日本國有鐵道）香椎線車站[7]。
- 1961年（昭和36年）12月21日 - 結束貨物起卸業務。
- 1985年（昭和60年）1月1日 - 貨物支線旅石支線廢止。
- 1987年（昭和62年）4月1日 - 伴隨國鐵分割民營化，車站由九州旅客鐵道（JR九州）營運[8][9][10]。
- 2006年（平成18年）4月1日 - 成為有人車站。
- 2009年（平成21年）3月1日 - 此站開始可以使用IC卡「SUGOCA」[11]。
- 2015年（平成27年）3月14日 - 引入車站集中管理系統（Smart Support Station）（日语：駅集中管理システム）「ANSWER」後成為無人車站[12]。

## 車站構造
此站是地面車站與無人車站，並設有2面2線的相對式月台。

### 月台
| 月台 | 路線   | 上下行 | 方向                     |
| ---- | ------ | ------ | ------------------------ |
| 1    | 香椎線 | 上行   | 長者原、香椎、西戶崎方向 |
| 2    | 香椎線 | 下行   | 宇美方向                 |

## 使用狀況
在2019年（令和元年）度，1日平均乘車人次為673人。
| 年度   | 1日平均 上下車人次 | 1日平均 乘車人次 |
| ------ | ------------------ | ---------------- |
| 2006年 | 300                | -                |
| 2007年 | 700                | -                |
| 2008年 | 800                | -                |
| 2009年 | 900                | -                |
| 2010年 | 900                | -                |
| 2011年 | 1,000              | -                |
| 2012年 | 1,00               | -                |
| 2013年 | 1,100              | -                |
| 2014年 | 1,100              | -                |
| 2015年 | 1,100              | -                |
| 2016年 | 1,100              | 581              |
| 2017年 |                    | 620              |
| 2018年 |                    | 653              |
| 2019年 |                    | 673              |

## 車站周邊
- AEON Mall福岡（日语：イオンモール福岡）（舊、DIAMOND CITY Rukuru（日语：ダイヤモンドシティ））
- 駕與丁公園（駕與丁池）
- 西鐵巴士（日语：西鉄バス）「萱場」巴士站 - 東南約350米
- 粕屋町福祉巴士「JR酒殿站前」巴士站 - 站前。粕屋町健康中心、町公所、福祉中心方向
- 駕與丁保育園

## 相鄰車站
九州旅客鐵道（JR九州）
香椎線
長者原（JD11）－酒殿（JD12）－須惠（JD13）

## 注腳
1. ↑  《糟屋郡志》 名著出版，1972年5月。
2. ↑  「運輸開始」『官報』1904年1月11日（國立國會圖書館數碼化資料）
3. ↑  「停車場閉鎖」『官報』1905年8月3日（國立國會圖書館數碼化資料）
4. ↑  「運輸開始並停車場新設」『官報』1909年8月5日（國立國會圖書館數碼化資料）
5. ↑  宗像市史編纂委員會 《宗像市史 通史編 第三巻 近現代》 宗像市，1999年3月1日。
6. ↑  古賀町誌編委員會 《古賀町誌》 古賀町，1985年11月1日。
7. ↑  財團法人運輸調査局編 《日本国有鉄道版 日本陸運史料 第3巻 日本陸運十年史 戦時交通編》 Cress出版，1990年11月。
8. ↑  九州鉄道百年祭実行委員会・百年史編纂部会 (编).  初版. 九州旅客鉄道. 1988: 181 （日语）.
9. ↑  『交通年鑑 昭和63年版』 交通協力會，1988年3月。
10. ↑  今村都南雄 『民営化の效果と現実NTTとJR』 中央法規出版，1997年8月。ISBN 978-4805840863
11. ↑  . 交通新聞 (交通新聞社). 2009-03-03: 1 （日语）.
12. ↑   (PDF) (新闻稿). 九州旅客鉄道. 2014-12-22  [2020-02-07]. （原始内容 (PDF)存档于2019-01-20） （日语）.
13. ↑   (PDF). 九州旅客鉄道.   [2020-12-26]. （原始内容存档 (PDF)于2020-08-24） （日语）.
14. ↑  粕屋町 町勢要覧 JR各站別使用狀況
15. ↑   (PDF). 九州旅客鐵道. 2017-07-31  [2017-08-07]. （原始内容 (PDF)存档于2017-08-01） （日语）.
16. ↑   (PDF). 九州旅客鐵道.   [2019-07-24]. （原始内容 (PDF)存档于2019-07-06） （日语）.
17. ↑   (PDF). 九州旅客鐵道.   [2019-07-24]. （原始内容存档 (PDF)于2019-12-06） （日语）.
18. ↑   (PDF). 九州旅客鐵道.   [2020-12-26]. （原始内容存档 (PDF)于2020-08-24） （日语）.

## 外部連結
- 酒殿站 （页面存档备份，存于）（日語）（車站情報） - 九州旅客鐵道